# Егон Франц Ервайн фон Шьонборн-Хойсенщам
Егон Франц Ервайн Вилхелм Анселм Карл фон Шьонборн-Хойсенщам (на немски: Eugen Franz Erwein Wilhelm Anselm Carl Graf zu Schönborn-Heussenstamm; * 17 януари 1727, Майнц; † 25 юли 1801, Виена) е граф на Шьонборн-Буххайм и Хойзенщам в Хесен. През 1790 г. той става рицар на австрийския орден на Златното руно.

## Произход
Той е син на граф Анселм Франц фон Шьонборн-Хойсенщам (1681 – 1726) и съпругата му графиня Мария Терезия фон Монфор-Тетнанг (1698 – 1751), дъщеря на граф Йохан Антон фон Монфор-Тетнанг (1670 – 1733) и графиня Мария Анна Леополдина фон Тун и Хоенщайн (1664 – 1733).

## Фамилия
Първи брак: на 1 август 1751 г. в замък Анхолт с Мария Елизабет Йозефа фон Залм-Залм (* 4 април 1729, Кастеел Хоогстраетен, Антверпен; † 4 март 1775, дворец Шьонборн), дъщеря на 1. княз Николаус Леополд фон Залм-Залм (1701 – 1770) и принцеса Доротея Франциска Агнес фон Залм (170 – 1751), дъщеря на 5. княз Лудвиг Ото фон Залм (1674 – 1738) и принцеса Албертина Йохана фон Насау-Хадамар (1679 – 1716). Те имат осем деца:
- Мария Кристина Габриела Елизабет фон Шьонборн-Хойсенщам (* 20 септември 1754, Виена; † 25 август 1797, Виена), омъжена на 30 януари 1772 г. във Виена за граф Франц Стефан фон Силва-Тароука (* 30 януари 1750, Виена; † 5 март 1797, Виена)
- Мария Амалия Лудовика Йохана Вилхелмина Валбурга Фелицитас фон Шьонборн-Хойсенщам (* 31 януари 1756; † 31 декември 1802)
- Марквард Вилхелм Ервайн Йохан Баптист Ернст Антон фон Шьонборн-Хойсенщам (* 28 декември 1756; † 28 декември 1756)
- Мария Тересия Йозефа фон Шьонборн-Хойсенщам (* 7 юни 1758, Виена; † 23 февруари 1838, Виена), омъжена за граф Йохан Рудолф Чернин фон и цу Чуденитц (* 9 юни 1757, Виена; † 23 април 1845, Виена), рицар на Ордена на златното руно (1823)
- Мария Елизабет Франциска Ксаверия фон Шьонборн-Хойсенщам (* 7 юни 1759; † 18 февруари 1813)
- Мария Франциска София Елизабет Йозефа Каролина Катарина фон Шьонборн-Хойсенщам (* 28 юли 1763, Виена; † 20 октомври 1825, Прага), омъжена за граф Франц Йозеф фон Щернберг-Мандершайд (* 4 септември 1763, Прага; † 8 април 1830, Прага), син на граф Кристиан фон Щернберг (1732 – 1811)
- Вилхелм Ойген Йозеф Леополд Андреас фон Шьонборн (* 23 октомври 1765; † 26 май 1770)
- Марквард Вилхелм фон Шьонборн

Втори брак: на 16 юни 1776 г. с Мария Терезия фон Колоредо (* 18 юли 1744; † 14 август 1828), дъщеря на княз Рудолф Йозеф фон Колоредо (1706 – 1788) и Мария Франциска Габриела фон Щархемберг (1707 – 1793). Бракът е бездетен.